# EB 86A
Die zweiachsigen Güterzugbegleitwagen nach Musterblatt 86A wurden bei den Belgischen Staatsbahnen (EB) ab 1889 eingesetzt.

## Geschichte
Diese Baureihe wurde 1889 entworfen und war eine Weiterentwicklung der seit 1871 gebauten Wagen nach Musterblatt 86C, die bereits auch über die ballonförmige Auskragung zur besseren Aussicht verfügten. Bis 1909 wurden insgesamt 1144 Wagen bei verschiedenen Wagenbauanstalten gebaut. Abgelöst wurde diese Bauart mit dem Spitznamen „Ballon“ ab 1910 durch die Wagen vom „Typ Flamme“.
Wagen Nummer 10362 wurde 1893 eigens für die Weltausstellung 1894 in Antwerpen gebaut.
Das Gewicht der Wagen lag je nach Charge zwischen 10,6 und 13,1 Tonnen. Die Wagen waren ursprünglich braun gestrichen und hatten eine weiße Beschriftung. Später bekamen sie die bei der SNCB übliche grüne Lackierung.
Die letzten Wagen wurden vor 1956 außer Dienst gestellt.